# Simon Ernst
Pour les articles homonymes, voir Ernst.
Simon Ernst, né le 2 avril 1994 à Düren, est un joueur de handball international allemand. Il évolue avec le club du SC DHfK Leipzig depuis 2021.
Il obtient sa première sélection le 2 avril 2014 contre la Suède. Depuis, il a joué 64 matches internationaux pour l'Allemagne, marquant 38 buts.

## Palmarès

### Clubs
Compétitions internationales
- Finaliste de la Ligue européenne (2) : 2019, 2021
- Finaliste de la Coupe du monde des clubs (1) : 2018

Compétitions nationales
- néant

### Sélections nationale
Sélection senior
- vainqueur du Championnat d'Europe 2016
- 9e place au Championnat du monde 2017
- 7e place au Championnat d'Europe 2022
- 5e place au Championnat du monde 2023

Sélection junior
- médaille d'or au championnat d'Europe des moins de 18 ans en 2012
- médaille d'or au championnat d'Europe des moins de 20 ans en 2014
- médaille de bronze au championnat du monde junior 2015

### Distinctions personnelles
- élu meilleur arrière gauche du championnat du monde junior 2015[3]